# إيوان كاراجيا
إيوان جورجي كاراجيا (1754-27 ديسمبر 1844) كان أميرًا يونانيًا فناريًا للأفلاق، حكم بين أغسطس عام 1812 وسبتمبر عام 1818. كان العضو الثاني والأخير من عائلة كاراتساس الذي اعتلى عرش الأفلاق، ولكنه كان أحد الكثير من الأفراد الذين تولوا منصب كبير المترجمين للإمبراطورية العثمانية. تولى كاراجيا، الذي كانت حياته غامضة نسبيًا حتى تلك النقطة، منصب الترجمان في فترتين (1807-1808، 7-27 أغسطس 1812). قبل عام 1800، انطلق أيضًا في مهنة أدبية، إذ شارك في نشر أدب عصر التنوير عبر الدولة العثمانية، وأصبح مشهورًا بترجماته لأعمال كارلو جولدوني. كانت من بين أولاده رالو كاراتزا-أرجيروبولوس، التي اشتهرت بكونها رائدة في المسرح اليوناني الجديد.
تزامن عهد كاراجيا مع ذروة سيطرة يونان الفنار في إمارة الدانوب، وهي فترة تميزت بالفساد السياسي والتدخل الخارجي وزيادة تأكيد القومية الرومانية كبديل عن الهيمنة اليونانية. قامت حملته الترشيحية في الأفلاق بدعمٍ من هاليت أفندي والإمبراطورية النمساوية وبفضل مبالغ كبيرة كان كاراجيا يعتزم استردادها من الضرائب. وصل إلى بوخارست بينما كانت الأفلاق تتعافى من الاحتلال الروسي، وشارك في معاقبة كل من اعتبرهم روسوفيليين -فقد أسفرت حملته القمعية عن مقتل عبد الله رامز أفندي وعزل مانوك باي؛ أمضى الأخير سنواته المتبقية في محاولة لعزل كاراجيا من منصبه. بعد ذلك، انخرط كاراجيا في تأمين وظائف لحاشيته اليونانية أو في الاتجار بالمناصب العليا مقابل رشاوٍ؛ من أجل تلبية المطالب المالية العثمانية، بالإضافة إلى أهدافه المالية الخاصة، وأنشأ نظامًا فاسدًا سيئ السمعة، الأمر الذي حيّر المراقبين الأجانب وأثار غضب عامة الأفلاق. اشتُهر كاراجيا بتطبيق عقوبة الإعدام والتعذيب وبتر الأطراف، كطرقٍ للتعامل مع تفشي أعمال السرقة والنهب.
بعد فترة وجيزة من حكمه، أصيبت الأفلاق بجائحة الطاعون الشرقي، الذي عُرف محليًا باسم «طاعون كاراجيا». بعد فشله في فرض الحجر الصحي الكامل، نجح الأمير في عزل نفسه ومحكمته، تاركًا عامة السكان للتعامل مع العواقب. خلال فترة التعافي، تبنى كاراجيا مواقف أكثر تساهلًا تتفق مع الحكم المطلق المستنير، ودوّن احترامه للحريات المدنية في قانون عام 1818 «قانون كاراجيا». حاول تعويض الأمر على سكان الأفلاق الأصليين من خلال السماح لجورجي لازار بتدريس دورة رومانية في أكاديميته الأميرية التي تم تجديدها، وبذل بعض الجهود لإعادة دمج القوميين الساخطين ضمن إدارته. رغم أن كاراجيا استمر في إنفاقه الهائل، كان يدرك أن التدقيق في الحسابات سيؤدي إلى عزله وقتله؛ خلال الأشهر الأخيرة من حكمه، خفض الضرائب وأعلن عن إجراء إصلاحات. سعى أيضًا إلى استرضاء مقر الباب العالي من خلال التدخل لكبح الانتفاضة الصربية الثانية، ونُسب إليه، ربما بشكل خاطئ، قتل المتمرد الصربي كاراجورجي.
بعدما أدرك كاراجيا أنه وقع في فضيحة أمام الباب العالي، وبعد تعرضه لخيانة من قبل صهره، مايكل سوتزوس، أخذ عائلته وثروته وخرج من الأفلاق في سبتمبر عام 1818. عاش في الكونفدرالية السويسرية ودوقية توسكانا الكبرى، للمشاركة في حرب الاستقلال اليونانية. في أواخر الستينيات من عمره، حاول أن يفرض نفسه كشخصية نفوذة في الجمهورية الهيلينية، لكنه فشل. عاد في النهاية ليعيش كمواطن عادي في مملكة اليونان المشكلة حديثًا، ونشر إصدارات عن ترجماته لأعمال جولدوني، وكرس نفسه للنهوض بالحياة المسرحية بشكل عام. بعد وفاته، انقسمت عائلته إلى نصفين، عثماني-روماني ويوناني، بقيادة ابنيه قسطنطينوس وجورجيوس على التوالي.

## السيرة الذاتية

### النشأة والوظيفة
وفقًا لروايات مختلفة، نشأت عائلة كاراتساس في جمهورية راغوزا أو إمارة قرمان أو ديسبوتية إبيروس. الاسم أتراكي ويعني «يحمور»، إذ رآه العالم الروماني نيكولاي يورغا مؤشرًا على «الأصل الآسيوي» لعائلة كاراتساس. اقترح حفيد إيوان، قسطنطين جان كاراتزا، أن الأسرة الأولى وُثقت لأول مرة في القرن الحادي عشر عندما خدم أرجيروس كاراتساس الإمبراطورية البيزنطية تحت منصب دوق ديرهاخيوم. كان يصنفه مع غيره من أفراد عائلة كاراتساس الأوائل ضمن البجناك المهلينين. لدعم إيبيروت أو الفرضية اليونانية بشكل عام، يعتقد مؤلفون مثل ياناجيوتيس سوتسوسو وإيبامينوندا ستاماتيادي أنهم اكتسبوا رتبتهم الأرستقراطية ولقبهم أثناء خدمتهم في خانية القرم. ثُبتت العشيرة داخل مجتمع اليونان الفنار خلال منتصف القرن السادس عشر؛ بعد فترة وجيزة، أصبحت حياتهم المهنية متداخلة مع تاريخ إمارتي الدانوب، الأفلاق والبغدان، اللتان كانتا من الدول التابعة للعثمانيين والتي تدفع الترفيد. في ستينيات القرن السادس عشر، عندما تزوجت إحدى بنات كونستانتين كاراتساس من الحاكم العثماني سكارلاتوس «إسكيرليت» بيليشي، ساهمت في الصعود السياسي للعائلة. بعد قرن من الزمان، أصبح سليل قسطنطين، كوستاش كاراجيا، يعمل بمنصب أمين الخزانة في إمارة البغدان، وكان الجد المشترك لجميع الأفلاق من عائلة كاراجيا.
كان إيوان كاراجيا نجل كبير المترجمين جورجيوس كاراتساس (1697-1780)، وكان له عم يدعى نيكولاس، سبقه بتولي منصب كبير المترجمين (1777-1782) وأمير الأفلاق (1782)؛ وكان عمه الآخر، جوانيسيوس، بطريرك القسطنطينية في الأعوام 1761-1763. وفقًا للتقارير القنصلية البروسية، كان نيكولاس، الذي أقاله العثمانيون في النهاية بسبب «إهماله صيانة الجسور في جميع أنحاء الأفلاق»، داعمًا إلى حد ما لعملية إعادة تأسيس الإمبراطورية اليونانية. تسرب هذا الموقف إلى ترجماته نقلًا عن شوازول جوفييه، والتي شكك مقر الباب العالي في صحتها.

### الطاعون وما بعده
من يوليو عام 1813، بدأ الأمير في اضطهاد المنشقين الآخرين، بما في ذلك غريغور غيكا وقسطنطين بالاشينو، بإرسالهم إلى المنفى -الأول داخليًا، والثاني إلى كاستوريا النائية. حُكم على أحد مساعدي برانكوفينو، إيانكو كوكوروسكو، بقطع ذراعيه. توقفت هذه العمليات بسبب نكسة الطاعون. حُفر في ذاكرة الشعب باسم «طاعون كاراجيا»، واستمر من يونيو عام 1813 حتى أبريل عام 1814 (مع الإبلاغ عن ذروته خلال يناير)، وظل «التفشي الأكثر فتكًا للطاعون من بين الحالات التي أُبلغ عنها في سجلات البلاد». يذكر فوتينو بأن كاراجيا اتخذ إجراءات احترازية ضد المرض حتى وصل إلى بوخارست، لكنه كان في النهاية عاجزًا عن إيقافه، وفقد بعض أعضاء بلاطه جراءه. وفقًا لفوتينو، مات نحو 70,000 شخص طوال فترة الطاعون، بينما أشار دوبيسكو إلى حدوث 20,000 حالة وفاة في بوخارست وحدها. ازداد عدد القتلى رغم محاولاته لاحتواء الانتشار عبر فرض الحجر الصحي الشامل -والذي تضمن طرد المتسولين من بوخارست، وإغلاق المعارض في أوبور وأماكن أخرى، والحد من عدد اليهود الذين يمكنهم دخول بوخارست، واعتبارًا من أغسطس، إنزال حكم رسمي على سكان الأفلاق الذين يرفضون الامتثال للقوانين.